# Salamitaktik

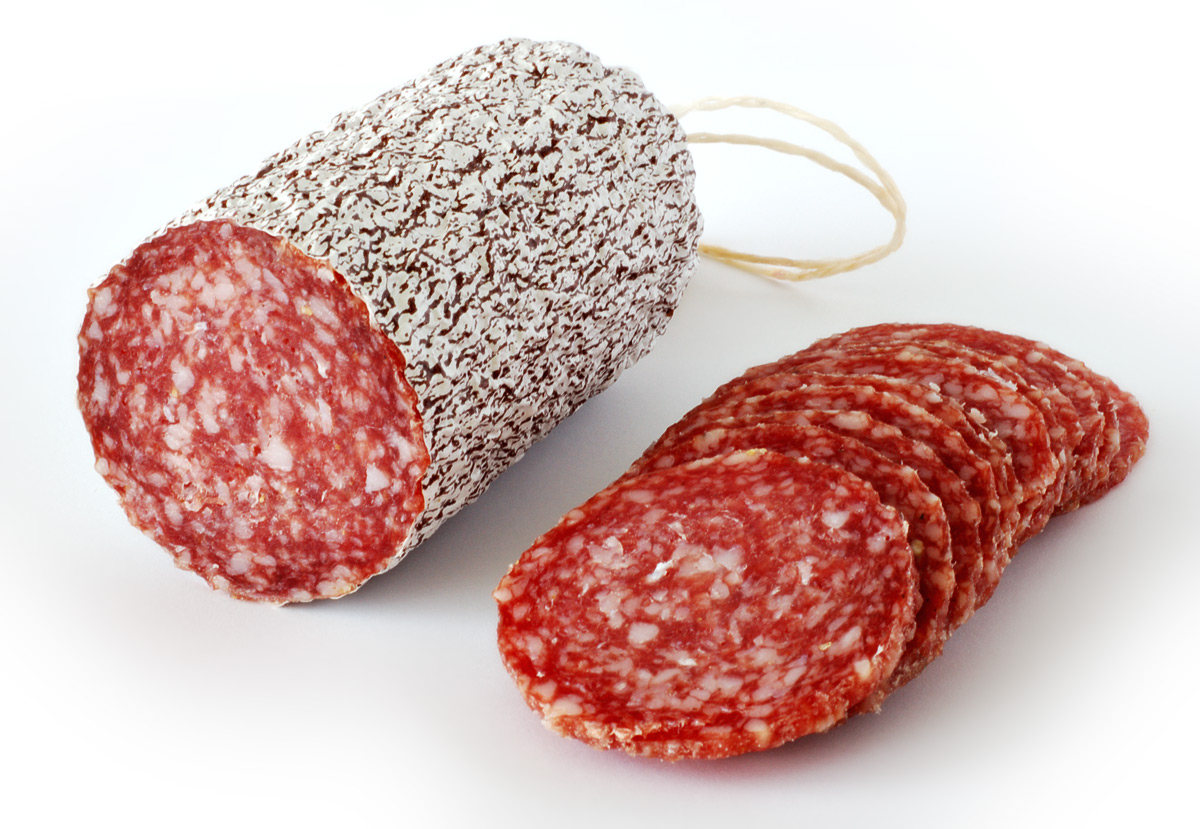
En skivad salami

Salamitaktik (engelska: salami tactics) är ett stegvis nedbrytande av motstånd genom att söndra och härska. Man lierar sig med bestämda grupper för att utradera hot. Med denna taktik kan man inifrån sönderdela en politisk opposition i fraktioner och sedan fösa undan dessa "skivor" utan större motstånd.
Uttrycket skapades under sent 1940-tal av stalinisten Mátyás Rákosi i Ungern som myntade begreppet som en beskrivning på taktiken för kommunistpartiets taktik mot oppositionen. Samma taktik användes även av andra kommuniststater under det kalla kriget.
Taktiken är knappast förbehållen kommunismen. Den användes även av Adolf Hitler tidigt 1933 när han lyckades kriminalisera kommunisterna och socialdemokraterna.
Salamitaktiken används i vissa fall även inom samhällsbyggnad och gärna för vägbyggen. Om motståndet är för hårt för en motorväg kan man bygga en halv motorväg. När trafiken senare blivit för stor för halva kan man lättare motivera en hel när ingen kommer ihåg trafikmängden innan första vägbygget.